# Joseph Heinrich Wolf

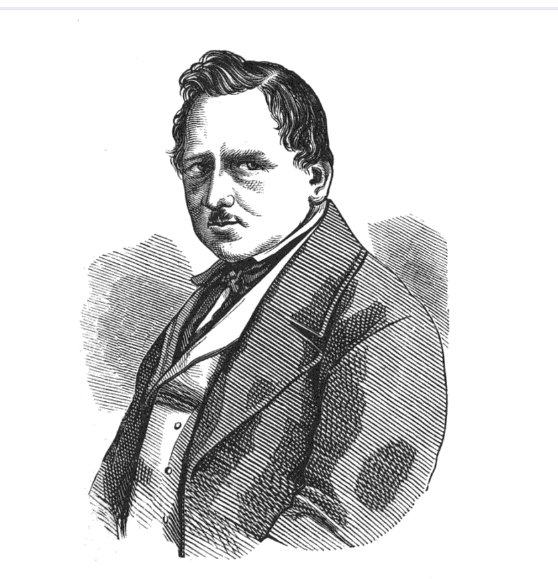
Joseph Heinrich Wolf

Joseph Heinrich Wolf (* 4. Oktober 1803 in Michelfeld; † 21. April 1857 in Pfaffenhofen an der Ilm) war ein deutscher Advokat und Heimatforscher. Er ist Autor von mehr als 20 Werken zur Geschichte Bayerns und einiger Städte in Oberbayern.

## Leben
Nach dem Abitur nahm Wolf ein Studium der Rechtswissenschaften auf. Im Anschluss daran übersiedelte er im November 1826 nach München. Dort war er zunächst als Privatgelehrter und Geschichtsschreiber tätig. Später fungierte er am Kreis- und Stadtgericht als Accessist, Rechtsconcipient und Protokollist. Anfang 1855 kam Wolf nach Pfaffenhofen, wo er sich als Advokat mit  eigener Zivilpraxis niederließ.
Neben seiner beruflichen Tätigkeit begann er Anfang der 1830er Jahre, geschichtliche Abhandlungen zu veröffentlichen, in denen er sich insbesondere mit der Bayerischen Geschichte, der des Hauses Wittelsbach und der Geschichte der Stadt München auseinandersetzte. Zudem war Wolf Mitglied in mehreren gelehrten Gesellschaften. Nach seiner Übersiedlung nach Pfaffenhofen verfasste er die erste Ortsgeschichte der Stadt, die in den Jahren 1856 und 1857 im Wochenblatt für die Landgerichtsbezirke Pfaffenhofen und Schrobenhausen erschien.
Wolf war seit 1832 mit der Registratorstochter Aloisia Franziska Schmid verheiratet, mit der er acht Kinder hatte. Die älteste Tochter Franziska Aloisia wurde später Hofsängerin in Weimar.

## Werke (Auswahl)
- Ortsgeschichte und Statistik der Königlichen Haupt- und Residenzstadt München. München 1837 (online)
- Das Haus Wittelsbach. Bayern’s Geschichte aus Quellen.  Nürnberg 1847 (online)
- Chronistische Geschichte des Jahres 1848, München 1849 (online).
- Urkundliche Chronik von München und aller umliegender Orte.
  - Band 1, München 1852 (online)
  - Band 2, München 1854 (online).
- Urkundliche Ortsgeschichte der Stadt Pfaffenhofen a.d. Ilm von 1857[2]